# Pseudophegopteris fijiensis
Pseudophegopteris fijiensis là một loài dương xỉ trong họ Thelypteridaceae. Loài này được K.U. Kramer & Zogg mô tả khoa học đầu tiên năm 1988.
Danh pháp khoa học của loài này chưa được làm sáng tỏ. 